# Правда (кратки филм)
„Правда” је југословенски кратки филм први пут приказан 21. октобра 1966. године. Режирао га је Анте Бабаја који је написао и сценарио по делу Владана Деснице.

## Улоге
| Глумац           | Улога               |
| ---------------- | ------------------- |
| Борис Фестини    |                     |
| Иво Кадић        |                     |
| Ванча Кљаковић   |                     |
| Фахро Коњхоџић   |                     |
| Крешимир Зидарић | (као Крешо Зидарић) |